# TV-året 2001

## Händelser

### Januari
- 2 januari - I Tjeckien har statliga CT barrikaderats av 40 journalister sedan Jiri Hodac, med kopplingar till högerpartiet ODS, en vecka tidigare utsetts till chef.[1]
- 11 januari - I Tjeckien avgår Jiri Hodac som chef för statliga CT.[1]
- 15 januari - SVT genomför omfattande tablåomläggningar då SVT1 får ta hand om breda program som lockar många tittare, medan SVT2 blir lite smalare.[2]

### Mars
- 5 mars - Det regionala nyhetsprogrammet Västerbottensnytt startar.
- 30 mars - Premiär för Fairly Odd Parents på Nickelodeon.

### April
- 22 april - Internationella kampanjen TV Turnoff Week inleds för tredje året i rad. Kanadensiska organisationen Adbusters Media Foundation vill skapa reflektion över att en handfull mediabolag kontrollerar 50 % av det globala informationsflödet.[1]

### Juni
- 27 juni - En enig styrelse utser Christina Jutterström till ny VD för SVT.[1]

### Augusti
- 15 augusti - Christina Jutterström blir ny VD för SVT.
- 20 augusti - SVT börjar sända Ođđasat.[3]
- 27 augusti - Finland påbörjar övergång till marksänd digital-TV.[4]

### September
- 3 september - Det regionala nyhetsprogrammet Värmlandsnytt startar.[5]

### Oktober
- 30 oktober - En patrull från Georgiens säkerhetsministerium genomför en razzia mot Georgiens enda oberoende TV-station, Rustavi 2, för att kontrollera bolagets skatteräkenskaper. Medborgarna misstänker dock försök att tysta ner kritik mot regimen.[6]

## TV-program

### Sveriges Television
- 12 februari – Anderssons älskarinna med Jacob Eklund, Ebba Forsberg, Göran Forsmark, Per Oscarsson, Gunilla Röör, med flera.
- 12 februari – Komediserien R.E.A. (Roligt Elakt Aktuellt) med Sissela Kyle, Anders Lundin, Barbro 'Babben' Larsson, med flera.
- 16 mars – Komediserien Hipp Hipp! med Anders Jansson och Johan Wester
- 26 mars – Första avsnittet av Fru Marianne med Cecilia Frode, Per Morberg m fl, totalt 4 avsnitt
- 6 april – Kriminalserien Kvinna med födelsemärke med Sven Wollter, Elisabet Carlsson, Åsa Göransson, med flera.
- Sommaren – Sommarlovsmorgorns programmet Vintergatan 5b med Anders Linder Wilson D Michaels, med flera.
- 6 juli – Pratshowen I afton Lantz med Annika Lantz
- 16 oktober – Brittiska komediserien Trigger Happy TV
- 5 november – Dramaserien Pusselbitar med Erik Johansson, Lennart Jähkel, Suzanne Ernrup, Stefan Sauk, Kirsti Torhaug, med flera.
- 9 november – Kommissarie Winter med Johan Gry, Krister Henriksson, Lennart Jähkel, Niklas Hjulström, med flera.
- 1 december – Årets julkalender är Kaspar i Nudådalen.[7]

### TV4
- 16 januari – TV4 direktsänder den antinazistiska musikgalan Artister mot nazister i Globen i Stockholm i Sverige.
- 18 februari – Komediserien En ängels tålamod med Cecilia Ljung, Peter Settman, Reuben Sallmander, Brasse Brännström, med flera.
- 24 september – Första säsongen av realityserien Farmen med Hans Fahlén.

### Kanal 5
- 2 september – Amerikanska serien Gilmore Girls
- 3 september – Amerikanska deckarserien CSI

## Mest sedda program
| Program                                                     | Tittare   | Kanal | Datum       | Ref   |
| Melodifestivalen                                            | 3 840 000 | SVT1  | 23 februari | [ 8 ] |
| Kalle Anka och hans vänner önskar god jul                   | 3 825 000 | SVT1  | 24 december | [ 8 ] |
| Eurovision Song Contest                                     | 3 585 000 | SVT1  | 12 maj      | [ 8 ] |
| Expedition: Robinson                                        | 2 910 000 | SVT2  | 29 december | [ 8 ] |
| På spåret                                                   | 2 705 000 | SVT1  | 21 december | [ 8 ] |
| Svenska Idrottsgalan                                        | 2 700 000 | SVT1  | 22 januari  | [ 8 ] |
| Sverige-Frankrike, Världsmästerskapet i handboll för herrar | 2 635 000 | TV4   | 4 februari  | [ 8 ] |
| Bingolottos uppesittarkväll                                 | 2 455 000 | TV4   | 23 december | [ 8 ] |
| Vem vill bli miljonär?                                      | 2 355 000 | TV4   | 2 februari  | [ 8 ] |
| Bingolotto                                                  | 2 235 000 | TV4   | 20 oktober  | [ 8 ] |

## Avlidna
- 7 mars – Ove Tjernberg, 72, svensk skådespelare (De lyckligt lottade).
- 1 april – Jean Anderson, 93, brittisk skådespelare (Arvingarna).
- 10 april – Nyree Dawn Porter, 65, brittisk skådespelare (Forsytesagan).[9]
- 24 november – Rachel Gurney, 81, brittisk skådespelare (Herrskap och tjänstefolk).
- 27 november – Ulf Strömberg, 42, svensk fotograf för TV4 (rånmördad i Taloqan).[6]

### Fotnoter
1. 1 2 3 4   När Var Hur 2002. DN
2. ↑  Mattias Lundell (15 januari 2001). ”Kultur, kritik och recensioner”. Dagens nyheter. http://www.dn.se/arkiv/kultur/kultur-kritik-och-recensioner. Läst 18 juli 2015.
3. ↑  ”Svensk mediedatabas”. http://smdb.kb.se/catalog/search?q=Oddasat+typ%3Atv&sort=OLDEST. Läst 30 mars 2011.
4. ↑  ”Digi TV - Digital-tv:s utveckling i Finland”. Arkiverad från originalet den 13 juni 2007. https://web.archive.org/web/20070613093635/http://www.digitv.fi/sivu.asp?path=7;1251;1276. Läst 30 mars 2011.
5. ↑  ”Bakom kulisserna hos oss – Ansvar för innehållet”. Sveriges Television. 3 oktober 2011. http://www.svt.se/nyheter/regionalt/varmland/bakom-kulisserna-hos-oss-ansvar-for-innehallet. Läst 18 juli 2015.
6. 1 2   När Var Hur 2003. DN
7. ↑  ”Jultradition”. Arkiverad från originalet den 25 april 2012. https://web.archive.org/web/20120425112719/http://www.jultradition.se/tv.htm. Läst 26 mars 2011.
8. 1 2 3 4 5 6 7 8 9 10  "Årsrapport 2001" Arkiverad 28 januari 2021 hämtat från the Wayback Machine.. MMS.se. Läst 24 augusti 2013.
9. ↑  ”Forsyte Saga actress dies, BBC News 11 april 2001”. Arkiverad från originalet den 25 oktober 2017. https://web.archive.org/web/20171025080909/http://news.bbc.co.uk/2/hi/entertainment/1271964.stm. Läst 24 oktober 2017.